# Роял-Кунья (Гаваї)
Роял-Кунья (англ. Royal Kunia) — переписна місцевість (CDP) в США, в окрузі Гонолулу штату Гаваї. Населення — 14 896 осіб (2020).

## Географія
Роял-Кунья розташований за координатами 21°24′19″ пн. ш. 158°1′54″ зх. д. / 21.40528° пн. ш. 158.03167° зх. д. (21.405239, -158.031796).  За даними Бюро перепису населення США в 2010 році переписна місцевість мала площу 7,81 км², уся площа — суходіл.

## Демографія
Згідно з переписом 2010 року, у переписній місцевості мешкало 14 525 осіб у 3995 домогосподарствах у складі 3403 родин. Густота населення становила 1859 осіб/км².  Було 4096 помешкань (524/км²).
Расовий склад населення:
| - 58,4 % — азіатів - 12,0 % — білих - 7,3 % — вихідців з тихоокеанських островів - 1,8 % — чорних або афроамериканців - 0,2 % — корінних американців |

До двох чи більше рас належало 19,5 %. Частка іспаномовних становила 7,5 % від усіх жителів.
За віковим діапазоном населення розподілялося таким чином: 25,1 % — особи молодші 18 років, 66,0 % — особи у віці 18—64 років, 8,9 % — особи у віці 65 років та старші. Медіана віку мешканця становила 36,0 року. На 100 осіб жіночої статі у переписній місцевості припадало 101,6 чоловіків;  на 100 жінок у віці від 18 років та старших — 99,4 чоловіків також старших 18 років.
Середній дохід на одне домашнє господарство  становив 108 619 доларів США (медіана — 103 649), а середній дохід на одну сім'ю — 108 845 доларів (медіана — 102 485). Медіана доходів становила 56 114 долари для чоловіків та 43 552 долари для жінок. За межею бідності перебувало 2,6 % осіб, у тому числі 3,8 % дітей у віці до 18 років та 3,4 % осіб у віці 65 років та старших.
Цивільне працевлаштоване населення становило 7423 особи. Основні галузі зайнятості: освіта, охорона здоров'я та соціальна допомога — 19,7 %, мистецтво, розваги та відпочинок — 13,4 %, роздрібна торгівля — 12,9 %.